# Алуминијум Мостар
Алуминијум Мостар (бошњ. Aluminij Mostar) је дионичарско друштво за производњу алуминијума са сједиштем у Мостару (слив Бишће поље). Запошљавала је нешто више од 900 радника.

## Постројења
Постоје три постројења:
- Анода
- Љеваоница
- Електролиза (укупно 256 ћелија).

Постројења имају капацитет за производњу око 200.000 тона алуминијума за аноде.

## Некретнине
Алуминиј д.д. посједовао је и Самачки хотел у Мостару, али је 31. децембра 1999. године отписан као ратна штета. Касније је Агенција за приватизацију Босне и Херцеговине продала хотел предузећу Алуминијум д.о.о.

## Састав дионичара
У 2006. години 44% дионица припадало је Федерацији Босне и Херцеговине, 44% бившим и садашњим запосленима, а преосталих 12% фонду из Хрватске . 88% акција је. у склопу приватизације БиХ предузећа, понуђена на продају исте године.

## Производи
Алуминијум се добија из руде боксита (глинице) електролизом. Алуминијум Мостар д.д. нуди сљедеће производе или полупроизводе:
- Аноде разних величина
- Трупци који се користе као цеви, електрични проводници
- Блокови за даљу производњу као листови, траке, фолије
- Инготи
- Жица

## Историја
Први корак је направљен стварањем предузећа за истраживање, експлоатацију и транспорт руде боксита. Предузеће је пословало у саставу Energoinvest из Сарајева. 1974. године остварена је блиска сарадња са француском компанијом Pechiney. У Мостару отворена фабрика глинице. 1977. године спојени су рудник и фабрика. Године 1990. компанија Алуминијум Мостар се одвојила од Energoinvest-а и постала независна. Током рата у Босни и Херцеговини, на погонима и објектима Алуминијума од стране ЈНА причињена је велика штета која је, према подацима компаније, износила око 140 милиона евра. Својевремено су чету окупирале ЈНА и српско-црногорске паравојне формације. 11. јуна 1992. године ХВО и ХВ преузели су контролу над објектима у оквиру војне операције: Операција Чагаљ. 14. августа 1997. године предузеће је поново почело са радом.
Неколико минута прије поноћи 09.07.2019. Због нагомиланих дугова и немогућности проналажења новог снабдевача електричном енергијом, Алуминијуму је прекинуто снабдевање струјом. Изненадно искључење са електричне мреже било је погубно за Електролизу, а процена штете тек следи.

## Такође погледајте
- Списак компанија у Босни и Херцеговини
- Приватизација у Босни и Херцеговини